# پلنگ‌دره (ورامین)
پلنگ دره (ورامین)، روستایی از توابع بخش پیشوا شهرستان ورامین در استان تهران ایران است.

## جمعیت
این روستا در دهستان عسگریه قرار دارد و براساس سرشماری مرکز آمار ایران در سال ۱۳۸۵، جمعیت آن ۲۶۰ نفر (۶۳خانوار) بوده‌است.